# Je le savais !
 (septembre 2019).
Si vous disposez d'ouvrages ou d'articles de référence ou si vous connaissez des sites web de qualité traitant du thème abordé ici, merci de compléter l'article en donnant les références utiles à sa vérifiabilité et en les liant à la section « Notes et références ».
Je le savais ! est un jeu télévisé belge présenté par Jean-Michel Zecca et Sophie Pendeville diffusé sur RTL-TVI.

## Concept
Il s'agit d'un quiz de culture générale. L'originalité du concept réside dans le fait que les téléspectateurs peuvent participer en jouant depuis l'application pour smartphone et tablette.
Manches
Le principe du jeu est simple : un quiz de 40 questions de 1h30 pour déterminer qui est la meilleure personnalité, le meilleur étudiant et le meilleur téléspectateur. 
Le jeu est divisé en quatre manches de dix questions chacune destinées à tous les âges. Il y a cinq sortes de questions différentes :
- Question ordinaire : il faut trouver la bonne réponse parmi plusieurs propositions.
- QCM : trouver la ou les bonne(s) réponse(s) parmi deux, trois ou quatre possibilités.
- Trouvez la question : il faut trouver la question posée à partir de la réponse parmi plusieurs propositions.
- Reliez ! : relier un élément de réponse à un autre parmi plusieurs propositions (exemple : relier des noms de stars aux noms de leurs fans).
- Suite : il faut mettre en ordre les propositions (exemple : classer Marseille, Toulouse et Paris selon leur taille).

À la fin de chaque manche, quelques statistiques sont indiquées :
- Meilleure région
- Pire région
- Score moyen des hommes
- Score moyen des femmes
- Meilleure tranche d'âge.

À la fin des quatre manches, l'invité ayant la meilleure joue en finale pour l'association qu'il a choisie, avec l'étudiant ayant eu la meilleure note.
Finale
Les candidats ont quatre minutes pour répondre correctement à un maximum de questions. Chaque bonne réponse leur fait gagner de 100 € à 500 €.
L'invité commence à répondre aux questions ; au bout de trois mauvaises réponses, le meilleur étudiant joue à son tour (à noter que les candidats disposent de dix secondes pour donner leur réponse ; une absence de réponse compte comme une réponse fausse).
Le jeu s'arrête lorsque les quatre minutes sont écoulées ou si le meilleur étudiant commet lui aussi trois erreurs. Les gains cumulés des deux finalistes reviennent à l'association que défend l'invité finaliste.
Le meilleur étudiant gagne en plus 25 % de cette somme.

## Horaires de diffusion
Je le savais ! est diffusée le lundi soir à partir de 20h20 sur RTL-TVI.

## Versions étrangères
Ce programme, qui a vu le jour pour la première fois aux Pays-Bas, est une création belge et est produit par Fremantle. Depuis, « What do I know? »/« Who knew? » a été adapté dans onze pays dans le monde.
| Pays               | Nom de l'émission                | Présentateur(s)                                           | Chaîne       | Première diffusion | Dernière diffusion |
| ------------------ | -------------------------------- | --------------------------------------------------------- | ------------ | ------------------ | ------------------ |
| Allemagne          | Wer weiß denn sowas?             | Kai Pflaume                                               | Das Erste    | 6 juillet 2015     | En cours           |
| Bulgarie           | Кой да знае? Koj da znae?        | Aleksander Kadiev avec Militsa Gladnishka et Hristo Padev | bTV          | 1er janvier 2024   | En cours           |
| France             | Qu'est-ce que je sais vraiment ? | Karine Le Marchand et Stéphane Plaza                      | M6           | 13 mars 2014       | 20 décembre 2016   |
| Kazakhstan         | Қызық екен Qyzyq eken            | Rahman Omar                                               | Qazaqstan TV | 14 février 2017    | 12 janvier 2022    |
| Lituanie           | ?                                | ?                                                         | ?            | ?                  | ?                  |
| Pays-Bas           | What do I know?                  | ?                                                         | ?            | ?                  | ?                  |
| Pologne            | Wiesz czy nie wiesz?             | Tomasz Kammel                                             | TVP1         | 12 mars 2023       | 21 mai 2023        |
| République tchèque | Kdo to ví?                       | Michal Novotný (2016-2017) Martin Zounar (2017-2018)      | TV Barrandov | 21 novembre 2016   | 28 octobre 2018    |
| Slovaquie          | Dobre vedieť!                    | Rastislav Sokol                                           | TV Markíza   | 17 mai 2016        | 11 mai 2022        |
| Slovénie           | ?                                | ?                                                         | ?            | ?                  | ?                  |
| Ukraine            | Хто знає? Khto znaye?            | Dasha Astafieva                                           | Novyi Kanal  | 19 mars 2024       | En cours           |